# Antonio García Villarán
Antonio García Villarán (Aznalcázar, Sevilla, 11 de juliol de 1976) és un artista plàstic i crític d'art espanyol. Ha concebut el concepte d'hamparte (hampart), amb el qual critica alguns corrents artístics contemporanis titllant-los de ser falsament art. Utilitza la plataforma YouTube per a la faceta de crític i instructor.

## Biografia
García Villarán va néixer en 1976 a la localitat sevillana d'Aznalcázar, encara que resideix des dels quatre anys a la ciutat de Sevilla. Va començar a pintar quan tenia tretze anys. Es va llicenciar i doctorar en Belles arts a la Facultat de Belles arts de Sevilla en l'especialitat de pintura, i exercí la docència en aquesta institució. És fundador, juntament amb Nuria Mezquita de Haro, de l'editorial Cangrejo Pistolero Ediciones. També va organitzar a Sevilla el festival de Perfopoesía.

### Postulació del concepte Hamparte
García Villarán va introduir el concepte hamparte en el seu llibre El arte de no tener talento, que es refereix a les obres sense un valor estètic intrínsec i que deuen la fama al valor eteri o abstracte que els creadors decideixen donar-li. De fet, el concepte hamparte és crític amb les obres sense cap tècnica o que tinguin un valor desorbitat tan sols pel criteri de l'artista. Segons García Villarán, l'art ha de ser merament estètic i no conceptual o discursiu.

### Desenvolupament de criptoart
Antonio García Villarán ha estat un dels primers artistes i influenciadors espanyols a llançar les seves obres com a NFT (tokens no fungibles). En una entrevista amb Cointelegraph va comentar: "Els NFT em semblen la millor notícia en el món de l'art del segle XXI, això sí que pot acabar amb el sofriment de molts artistes." El desembre de 2021, García Villarán va llançar una col·laboració artística en format NFT amb Javier Arrés, un reconegut criptoartista espanyol. A més, García Villarán ha exposat en plataformes de realitat virtual descentralitzada, com Decentraland, en una galeria de NFTesp.

## Obres
- García Villarán, Antonio. EL MAESTRO ESCARABAJO. IDEAS PARA UNA NUEVA PEDAGOGÍA DE LAS ARTES PLÁSTICAS DEL SIGLO XXI, 2011, p. 88. ISBN 9788493888954.
- García Villarán, Antonio. Historia de las academias y escuelas de dibujo. De Vasari a nuestros días..  Asociación Cultural Antonio Bautista, 2012. ISBN 9788494000508.
- García Villarán, Antonio. EL ARTE DE NO TENER TALENTO. REVOLUCIÓN HAMPARTE.  MARTÍNEZ ROCA, S.A. EDICIONES, 2019, p. 224. ISBN 9788427045606.[26]

## Distincions
| Organització | Tipus                   | Guardó                | Raó                                                                                 |
| ------------ | ----------------------- | --------------------- | ----------------------------------------------------------------------------------- |
| Youtube      | Youtube Creators Awards | Silver Creator Awards | Per la quantitat de 100 000 (cent mil) subscriptors en el seu canal de YouTube.     |
| Youtube      | Youtube Creators Awards | Gold Creator Award    | Per la quantitat d'1.000.000 (un milió) de subscriptors en el seu canal de YouTube. |